# Ernst Marx (Historiker)
Ernst Marx (* 16. Mai 1865 in Mannheim; † 14. März 1949 in New York) war ein deutscher Historiker und Bibliothekar.

## Leben
Marx entstammte einer Familie jüdischen Glaubens. Sein Vater, Wilhelm Marx, war Kaufmann, er war verheiratet mit Henriette, geb. Umstädter. Ernst Marx besuchte das Gymnasium in Mannheim und studierte anschließend Geschichte, Nationalökonomie, Philosophie, Kunstgeschichte und Pädagogik in Leipzig. 1894 wurde er dort promoviert. 1900 wurde er an der TH Stuttgart habilitiert und war dort als Privatdozent für Geschichte tätig. 1919 wurde er provisorischer Vorstand der Bibliothek der TH Stuttgart, 1920 übernahm er die neu geschaffene hauptamtliche Bibliothekarstelle an der TH-Bibliothek und wurde zum Bibliothekar und Vorstand ernannt. Er verstand die Bibliothek als „allgemeine wissenschaftliche Bibliothek, insbesondere für Technik“. 1920 richtete er eine Lehrbücherbibliothek ein, die besonders bedürftigen Studenten zur Literaturversorgung dienen sollte. Außerdem wurde die Bibliothek nun auch für Personen außerhalb der Hochschule zugänglich, was insbesondere dem Austausch mit der Industrie diente. Bedeutend war auch die Einrichtung einer eigenen Fotokopierstelle. 1925 wurde Marx zum Oberbibliothekar, 1930 zum Direktor befördert. Auf seine Initiative hin wurde die George Washington Memorial Library aus deutschen und amerikanischen Spenden gegründet und 1932 der TH Stuttgart übergeben.
1933 wurde Marx zwangspensioniert, er arbeitete noch bis 1937 an der George Washington Memorial Library mit. 1941 musste er in die USA emigrieren, wo er 1949 starb.
Marx war verheiratet mit Hedwig, geb. Meyer. Das Paar hatte zwei Kinder.

## Schriften (Auswahl)
- Die Anfänge des niederländischen Aufstandes (1554–1564), Berlin: Duncker & Humblot 1896 (Zugl.:Leipzig, Univ., Diss., 1896).
- Studien zur Geschichte des niederländischen Aufstandes, Leipzig : Duncker & Humblot 1902 (Leipziger Studien aus dem Gebiet der Geschichte; 3,2).
- Bismarck und die Hohenzollernkandidatur in Spanien, Stuttgart: Metzler 1911.
- Zum Kampf gegen die Not der deutschen Wissenschaft, Stuttgart [1921].